# Stegt flæsk
Stegt flæsk è un piatto nazionale danese a base di carne di maiale. Il piatto è stato votato dalla popolazione danese nel 2014 come il piatto più rappresentativo della cucina danese.

## Preparazione
Lo staeg flaesk è un piatto danese fatto di lombo di maiale e cotenna fritta e accompagnato con patate lesse e salsa di prezzemolo